# 슬픈 목가
《슬픈 목가》는 대한민국에서 제작된 김기영 감독의 1960년 영화 작품이다. 최은희 등이 주연으로 출연하였고 박운삼 등이 제작에 참여하였다.

## 출연

### 주연
- 최은희 - 한도석 역
- 김석훈 - 강별철 역[1]
- 김의향 - 이신옥 역

### 조연
- 안성기

## 기타
- 원작자: 정비석
- 조명: 이규창
- 녹음: 이경순
- 미술: 박석인